# Rainer König (Schauspieler)
Rainer König (* 13. Dezember 1953 in Dresden) ist ein deutscher Pantomime und Schauspieler.

## Leben und Karriere
Rainer König arbeitete als Elektroniker und studierte Kultur- und Theaterwissenschaften in Leipzig.
Er ist Mitbegründer der Clowns-Truppe „Salto vitale“ in der DDR. Sie gastierte in der Sowjetunion, der ČSSR, den Niederlanden und Österreich. Er war 1986 mit „Salto vitale“ und dem Schauspieler Olaf Böhme Mitbegründer des „theater 50“ in Dresden.
Als Clown gastierte er in Shows wie Panem et Circenses und bei Pomp Duck & Circumstances.
Bei den Karl-May-Festspielen in Bad Segeberg mimte er Sam Hawkens.
König spielte in der Comödie Dresden und im Boulevardtheater Dresden die Titelrolle in „Die Hexe Baba Jaga“ in mehreren Teilen (500 Vorstellungen von 2005 bis 2017), in der Staatsoperette Dresden den Obereunuchen in „Das Land des Lächelns“ und den Enterich in „Der Bettelstudent“.
2012 spielte Rainer König für den Regisseur Eric Dean Hordes vier Rollen in dessen Erstlingswerk Der Gründer. 2015 arbeiteten die beiden noch einmal für den Film Goblin – Das ist echt Troll zusammen, in dem König neben Desiree Nick und Jiří Lábus die Rollen des Seekönigs und des Zauberers Schnitzel verkörperte.

## Privates
König lebt bei Dresden und hat zwei Kinder.

## Theaterstücke
- August der Schwache
- Die Hexe Baba Jaga (Teil 1: Die Hexe Baba Jaga, Teil 2: Der Hirsch mit dem goldenen Geweih, Teil 3: Der Bart des Drachen, Teil 4: Zar Wasserwirbel, Teil 5: Geburt einer Legende, Teil 6: Das große Finale, Die Hexe Baba Jaga – Best-of)
- Das Land des Lächelns
- Der Bettelstudent
- Shakespeares sämtliche Werke – leicht gekürzt
- Pierrots Abrechnung (Soloprogramm)
- Die Rose jenseits der Straße
- Faust ohne Worte
- Best of Mime
- Clown in concert
- Feste feiern
- Wo ist der Zirkus
- Die Revue

## Filmographie
- 2012: Der Gründer
- 2017: Goblin – Das ist echt Troll